# 中田仁之
中田 仁之（なかた ひとし、1969年-）は、日本の実業家、中小企業診断士。株式会社S.K.Y.代表取締役。 一般社団法人S.E.A代表理事。経営コンサルタント。

## 人物・略歴
管理職を経験後、2012年に起業・独立。中小企業診断士として活動。企業での講演、リーダー育成プロジェクトの開発、企業のサポートが専門。また、アスリートのセカンドキャリア支援を目的とする「日本営業大学®」（2022年5月に「Athletes Business United」に改称）を設立。
社会人野球に進んだ者と、中小企業とをマッチングさせるセーフティネットを構想。アスリートのセカンドキャリア支援として、教育機関「日本営業大学」（現「Athletes Business United」）を2020年5月に開校。
著書に『困った部下が最高の戦力に化ける　すごい共感マネジメント』（ユサブル刊）がある。台湾・中国での翻訳出版も行われた。
大阪府立池田高校から関西大学商学部へ進学。大学在学時には体育会準硬式野球部に所属、4回生の夏に大学選抜メンバーに選出され海外遠征を経験。幼少時よりの野球経験から、チームを創設や、リーダーに求められるもの、チーム力を高めるために重要なのは「共感力」だと考える。

## 経歴
- 1969年 - 大阪生まれ。幼少期より野球に親しむ。
- 1989 - 関西大学商学部入学。体育会準硬式野球部に所属。4年時には日本代表に選出。
- 1993 - 大日本印刷株式会社入社。営業および営業課長として20年間、多業種の販売促進に従事。
- 2005年 - 生涯学習開発財団認定コーチ取得。
- 2008年 - 日本プロモーショナル・マーケティング協会認定、プロモーショナル・マーケター取得。
- 2012 - 株式会社S.K.Y.設立、代表取締役に就任。「大好きな人に本気の応援を提供する」という企業理念を掲げ、コンサルティング事業を開始。
- 2015 - 中小企業診断士登録。様々な業種の経営支援・経営指導に従事。飲食店の経営も開始。
- 2018 - 著書『困った部下が最高の戦力に化ける　すごい共感マネジメント』（ユサブル刊）出版。
- 2019 - 一般社団法人S.E.A設立、代表理事に就任。
- 2020年 - 4月、日本営業大学（現「Athletes Business United」）を開講。アスリートのキャリア支援を開始[13][8]。
- 2022年 - 5月30日、「日本営業大学」を「Athletes Business United」に改称。株式会社A.B.Unitedを設立[4]。

出典

## 所属団体
- 大阪中小企業診断士会
- 大阪府中小企業診断士協会
- 大阪商工会議所 - 登録アドバイザー
- 中小企業庁委託事業 - 登録専門家

## 参考サイト
- REIBOLA - 日本営業大学学⻑ 中田仁之 × REIBOLA編集⻑ 石神直哉